# Trichotheristus mirabilis
Trichotheristus mirabilis är en rundmaskart som först beskrevs av Stekhoven och De Coninck 1933.  Trichotheristus mirabilis ingår i släktet Trichotheristus och familjen Monhysteridae. Arten är reproducerande i Sverige. Inga underarter finns listade i Catalogue of Life.